# Гайдарабад (футбольний клуб)
«Гайдарабад» (малаял. ഹൈദരാബാദ് എഫ്‌സി) — індійський футбольний клуб з міста Гайдарабад. Виступає в Індійській Суперлізі. Заснований у серпня 2019 року.

## Історія
Клуб «Гайдарабад» був створений у серпні 2019 року. Колишній клуб Суперліги «Пуне Сіті» був розформований через фінансові та технічні проблеми. Вільну франшизу вирішили придбати індійські підприємці Віжай Маддурі та Варун Тріпуранені і вирішили перевезти франшизу до свого рідного міста Гайдарабада. Пізніше до них приєднався Рана Даггубаті - індійський актор і режисер.
Датою заснування клуба було оголошено 27 серпня 2019 року. «Гайдарабад» — перший футбольний клуб з міста Гайдарабад в Індійській Суперлізі, який дебютував у вищому дивізіоні у сезоні 2019/20.
Дебютним матчем в історії «Гайдарабада» став матч 25 жовтня 2019 року проти клубу АТК, який команда програла з рахунком 0:5. Першу перемогу «Гайдарабад» здобув 2 листопада 2019 року у матчі проти «Керала Бластерс» з рахунком 2:1.

## Герб і кольори
Майже одразу клуб оприлюднив свій офіційний герб, що відображує багату історію та спадок міста Гайдарабад. У верхній частині герба розташовані мінарети Чармінар — культової пам'ятки міста. Нижня частина герба являє собою текстуру алмазу кохінур, який видобувається на руднику Коллур в Голконді, що розташована на околицях Гайдарабаду і є одним із переліку великих алмазів світу.